# ماري مورتون كيهو
ماري مورتون كيهو (بالإنجليزية: Mary Morton Kehew) (وُلدت في 8 سبتمبر في عام 1895- تُوفيت في 13 فبراير في عام 1918)، كانت مصلحةً عماليةً واجتماعيةً أمريكية. عملت كيهو بصفتها رئيسةً للاتحاد النسائي التربوي والصناعي، وأمينةً لكلية سيمونز، وأول رئيسة للرابطة النسائية النقابية الوطنية. نشطت كيهو في الحركة المنادية بحق النساء في التصويت، بالإضافة إلى تمثيلها للمكفوفين. 

## مسيرتها المهنية
قضت كيهو الكثير من وقتها في التطوع، كما كان شائعًا لدى نساء براهمة بوسطن. لم تصب كيهو اهتمامها على العمل الخيري، بل فضلت الاستفادة من موقعها الاجتماعي وعلاقاتها السياسية ممثلةً نساء الطبقة العاملة. اتسمت كيهو بهدوئها وتواضعها، الأمر الذي دفعها إلى العمل بعيدًا عن الأضواء، إذ مارست ضغوطاتها على المشرعين وحثت أصدقائها الأثرياء على تقديم التبرعات. 
انضمت كيهو إلى الاتحاد النسائي التربوي والصناعي (دبليو. إي. آي. يو.) في عام 1886، الذي كان بمثابة منظمة مؤلفة من أعضاء منتمين إلى طبقات مختلفة، ومكرسة لتحسين ظروف عمل المرأة. شغلت كيهو منصب رئاسة هذا الاتحاد بين عامي 1892 و1913، ثم عملت بصفتها رئيسة مجلس الإدارة فيه بين عامي 1914 و1918. تحول الاتحاد النسائي التربوي والصناعي في ظل قيادة كيهو له من مجموعة خيرية إلى مجموعة متمحورة حول تعليم النساء العاملات وتنظيمهن. قدم الاتحاد المشورة القانونية والاستشارات والدروس التعليمية والتدريبات المهنية. تولت كلية سيمونز بعض التدريبات المهنية الخاصة بالاتحاد بعد تأسيسها في عام 1902، إذ كانت كيهو عضوًا في مجلس أمناء الكلية الأول. أسست كيهو قسم الأبحاث التابع للاتحاد النسائي التربوي والصناعي في عام 1905، الذي أجرى بدوره مجموعةً من الدراسات الإحصائية بخصوص حياة النساء العاملات. استُخدم هذا البحث في دعم المقترحات التشريعية فيما يتعلق بالإقراض، والمعاشات التقاعدية، والصحة العمومية، والحد الأدنى للأجور. أسفر هذا البحث عن تأسيس وزارة العمل والصناعة في ولاية ماساتشوستس في نهاية المطاف.
شاركت كيهو في تأسيس الاتحاد المنادي بالتقدم الصناعي جنبًا إلى جنب مع ماري كيني أوسوليفان في عام 1894. اعتُبر هذا الاتحاد بمثابة ملحق للاتحاد النسائي التربوي والصناعي، إذ ركز على العمل النقابي للمرأة. نظمت المجموعة نقابات للدفاع عن مصالح العاملين في مجال غسل الملابس، وتجليد الكتب، وصناعة التبغ والملابس بين عامي 1896 و1901.
غدت كيهو أول رئيسة للرابطة النسائية النقابية الوطنية في عام 1903، وهي مجموعة داعمة لتنظيم النقابات العمالية وساعية إلى القضاء على ظروف العمل المضنية التي تعاني النساء منها.
عملت كيهو في العديد من اللجان التشريعية، وتقصّت ظروف العمل في ماساتشوستس. قدمت كيهو الدعم المالي وغيره من أشكال الدعم إلى العديد من منظمات الإصلاح الاجتماعي، بما في ذلك جمعية الحليب ونظافة الطفل، وحضانة تايلر ستريت داي، ودينيسون هاوس. نشطت كيهو في الحركة المنادية بحق النساء في التصويت، بالإضافة إلى عملها بصفتها ممثلة عن المكفوفين، وخدمتها في اللجنة التنفيذية التابعة لمفوضية عمالة الأطفال في ماساتشوستس.